# Golf van Moro
De Golf van Moro is een zeeboezem aan de zuidzijde van het zuidelijke Filipijnse eiland Mindanao. De golf maakt deel uit van de Celebeszee en wordt aan de west- en noordzijde omgeven door het schiereiland Zamboanga en aan de oostzijde door het centrale deel van Mindanao. Aan de kust van de golf liggen diverse grote steden. Zo ligt in het westen Zamboanga City, de grootste stad in de regio en tevens het regionale centrum en in het oosten Cotabato City, de belangrijkste havenstad van het gebied.
De Golf van Moro is een gebied met significante tektonische activiteit door de aanwezigheid van diverse breukzones. Er vinden dan ook regelmatig aardbevingen en verwoestende tsunami's plaats. Een voorbeeld daarvan is de aardbeving in de Golf van Moro van 1976, toen bij een tsunami als gevolg van een aardbeving met een kracht van 7,9 op de schaal van Rcihter, meer dan 5000 mensen omkwamen en 90.000 mensen dakloos werden.